# Heidi Andersson
Erika Heidi Marie Andersson, född 27 februari 1981 i Ensamheten i Stensele församling i södra Lappland, är en svensk armbryterska. Hon blev känd genom dokumentärfilmen Armbryterskan från Ensamheten, men hade redan före filmen blivit världsmästare fyra gånger.

## Meriter

### Världsmästare
- Världsmästare 1999, Tokyo, Japan, –60 kg[1]
- Världsmästare 2000, Rovaniemi, Finland, –60 kg[1]
- Världsmästare 2002, Springfield, USA, –60 kg[1]
- Världsmästare 2003, Ottawa, Kanada, –65 kg[1]
- Världsmästare 2004, Durban, Sydafrika, –65 kg[1]
- Världsmästare 2008, Kelowna, British Columbia, Kanada, –60 kg[1]
- Världsmästare 2009, Rosolina di Mare, Italien, –65 kg[1]
- Världsmästare 2010, Mesquite, USA, -70 kg[1] vänster arm
- Världsmästare 2011, Almaty, Kazakstan, –70 kg[1]
- Världsmästare 2014, Vilnius, Litauen, –65kg vänster arm
- Världsmästare 2014, Vilnius, Litauen, –65kg höger arm[2]

Dessutom har hon åtta VM-silver och fyra VM-brons.

### Europamästare
- Europamästare 1999, Rochefort, Belgien, –55 kg
- Europamästare 2008, Sarpsborg, Norge, –60kg
- Europamästare 2014, Baku, Azerbajdzjan, –65kg (hö)[2]

## TV
Heidi Andersson och maken Björn Ferry driver projektet #storumanforever som filmades för SVT i fem avsnitt våren 2018. Hon har även varit programledare för TV-programmet Miljöhjältarna i SVT. Första säsongen sändes 2009. Den fjärde säsongen av programmet sändes under våren 2012. Den 11 juli 2012 var hon sommarvärd i Sveriges Radio P1 och hösten 2013 medverkade hon i SVT-programmet Sommarpratarna. Andersson var med i Mästarnas mästare 2016.

## Filmografi
- Armbryterskan från Ensamheten (2004)

## Familj
Andersson är gift med skidskytten Björn Ferry, och tillsammans har de två söner. Hon är kusin med Fia Reisek, som också är armbryterska.

## Utmärkelser
Vid Svenska idrottsgalan 2001 tilldelades Heidi Andersson TV-sportens Sportspegelpris.
Skoglig hedersdoktor vid Sveriges lantbruksuniversitet 2018